# Not Alone
A Not Alone (magyarul: Nincs egyedül) Aram Mp3 örmény énekes dala, mellyel Örményországot képviselte a 2014-es Eurovíziós Dalfesztiválon, Koppenhágában. A dal belső kiválasztás során nyerte el a dalversenyen való indulás jogát.

## Eurovíziós Dalfesztivál

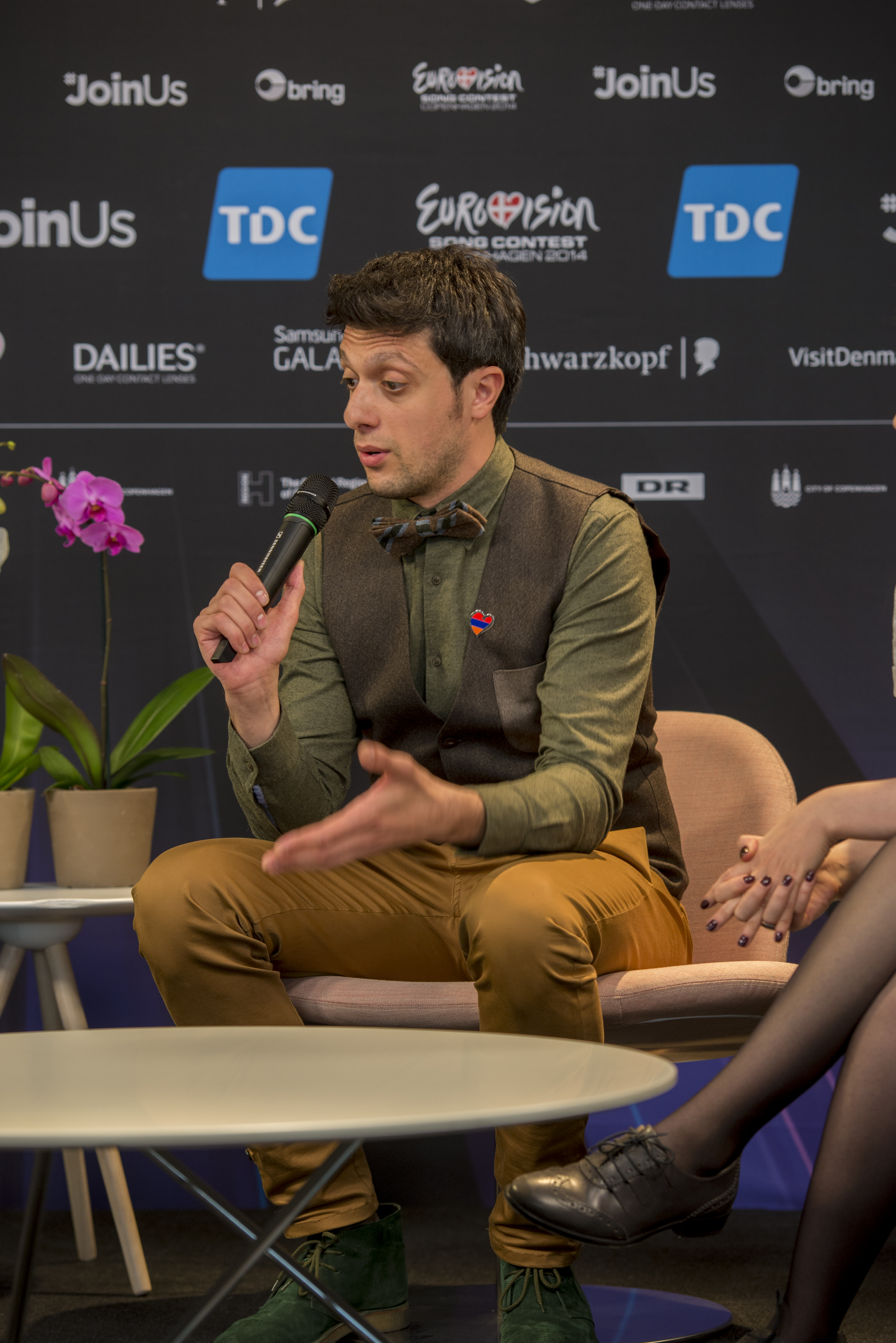
Aram a dalfesztivál első sajtótájékoztatóján

2013. december 31-én vált hivatalossá, hogy az Örmény Közszolgálati Televízió az énekest választotta ki az ország képviseletére a 2014-es Eurovíziós Dalfesztiválon. A versenydalt március 14-én az AMPTV egy erre az alkalomra megrendezett dalbemutató műsorában mutatták be, ezt követően pedig a dalfesztivál hivatalos YouTube-csatornáján.
A dalfesztivál előtt Amszterdamban, Londonban és Moszkvában eurovíziós rendezvényeken népszerűsítette versenydalát.
Az Eurovíziós Dalfesztiválon a dalt először a május 6-án rendezett első elődöntőben adta elő, fellépési sorrendben elsőként, a Lettországot képviselő Aarzemnieki Cake to Bake című dala előtt. Az elődöntőből negyedik helyezettként sikeresen továbbjutott a május 10-i döntőbe, ahol fellépési sorrendben hetedikként lépett fel, a Romániát képviselő Paula Seling és Ovi Miracle című dala után és a Montenegrót képviselő Sergej Ćetković Moj svijet című dala előtt. A szavazás során összesítésben negyedik helyen végzett 174 ponttal (Ausztriától, Franciaországtól és Grúziától maximális pontot kapott).
A következő örmény induló a Genealogy Face the Shadow című dala volt a 2015-ös Eurovíziós Dalfesztiválon.

### Kapott pontok
Első elődöntő
| Össz | Szavazó országok | Szavazó országok | Szavazó országok | Szavazó országok | Szavazó országok | Szavazó országok | Szavazó országok | Szavazó országok | Szavazó országok | Szavazó országok | Szavazó országok | Szavazó országok | Szavazó országok | Szavazó országok | Szavazó országok | Szavazó országok | Szavazó országok | Szavazó országok | Szavazó országok |
| Össz | Lettország       | Észtország       | Svédország       | Izland           | Albánia          | Oroszország      | Azerbajdzsán     | Ukrajna          | Belgium          | Moldova          | San Marino       | Portugália       | Hollandia        | Montenegró       | Magyarország     | Dánia            | Franciaország    | Spanyolország    |                  |
| ---- | ---------------- | ---------------- | ---------------- | ---------------- | ---------------- | ---------------- | ---------------- | ---------------- | ---------------- | ---------------- | ---------------- | ---------------- | ---------------- | ---------------- | ---------------- | ---------------- | ---------------- | ---------------- | ---------------- |
| 121  | 6                | 5                | 8                | 3                | 5                | 12               |                  | 12               | 3                | 10               | 10               | 4                | 12               | 10               | 8                | 5                | 12               | 6                |                  |

Döntő
| Össz | Szavazó országok | Szavazó országok | Szavazó országok | Szavazó országok | Szavazó országok | Szavazó országok | Szavazó országok | Szavazó országok | Szavazó országok | Szavazó országok | Szavazó országok | Szavazó országok | Szavazó országok | Szavazó országok | Szavazó országok | Szavazó országok | Szavazó országok | Szavazó országok | Szavazó országok | Szavazó országok | Szavazó országok | Szavazó országok | Szavazó országok | Szavazó országok | Szavazó országok   | Szavazó országok | Szavazó országok | Szavazó országok | Szavazó országok | Szavazó országok | Szavazó országok | Szavazó országok | Szavazó országok | Szavazó országok | Szavazó országok | Szavazó országok | Szavazó országok |
| Össz | Ukrajna          | Fehéroroszország | Azerbajdzsán     | Izland           | Norvégia         | Románia          | Montenegró       | Lengyelország    | Görögország      | Ausztria         | Németország      | Svédország       | Franciaország    | Oroszország      | Olaszország      | Szlovénia        | Finnország       | Spanyolország    | Svájc            | Magyarország     | Málta            | Dánia            | Hollandia        | San Marino       | Egyesült Királyság | Lettország       | Észtország       | Albánia          | Belgium          | Moldova          | Portugália       | Izrael           | Grúzia           | Litvánia         | Írország         | Macedónia        |                  |
| ---- | ---------------- | ---------------- | ---------------- | ---------------- | ---------------- | ---------------- | ---------------- | ---------------- | ---------------- | ---------------- | ---------------- | ---------------- | ---------------- | ---------------- | ---------------- | ---------------- | ---------------- | ---------------- | ---------------- | ---------------- | ---------------- | ---------------- | ---------------- | ---------------- | ------------------ | ---------------- | ---------------- | ---------------- | ---------------- | ---------------- | ---------------- | ---------------- | ---------------- | ---------------- | ---------------- | ---------------- | ---------------- |
| 174  | 10               | 10               |                  | 2                |                  | 7                | 10               | 1                | 7                | 12               | 6                | 5                | 12               | 8                |                  |                  | 4                | 4                |                  | 7                | 6                | 2                | 7                | 6                |                    | 10               | 5                |                  |                  | 3                | 4                | 6                | 12               |                  |                  | 8                |                  |

## A dal háttere
A dal zongora kísérettel kezdődik. A dal közepén megjelenik a hegedű, míg a végéhez közelítve a dal dubstep stílusba megy át. A dal ugyanúgy záródik le, mint ahogy elkezdődött, hegedűvel. Az énekes a dal üzenetéről az alábbit nyilatkozta Soha ne adj fel semmit, mindig harcolj a szerelemért. Egy csók bármit megváltoztathat.

## Dalszöveg
| What if it's all in one kiss That turns all seeds into trees The strongest wind into breeze Enter all doors without keys – A dal refrénje | Mi van, ha mindez egy csókban van? Amely mindenmagzat fává változtat A legerősebb szelet szellővé teszi Kinyit minden ajtót kulcs nélkül – A dal refrénje magyarul |